# Sophie's Web
Sophie's Web is een Nederlandse komische televisieserie van het commerciële televisiestation Net5. De serie draait om Sophie (gespeeld door Jennifer Hoffman), die bedrogen is door haar ex-vriend en nu middels een datingsite haar droomman probeert te vinden. Sophie's Web is geschreven en geregisseerd door Dennis Overeem en werd voor het eerst uitgezonden op maandag 18 november 2013.
Net5 maakte op 20 januari 2014 bekend dat er wegens tegenvallende kijkcijfers geen tweede seizoen zal worden gemaakt van Sophie's Web.

## Verhaal
Sophie (Jennifer Hoffman) is een leuke en aantrekkelijke vrouw die soms wat onzeker overkomt. Ze is bedrogen en verlaten door haar ex Peter (Pim Veth). Sophie en Peter wonen nog wel in hetzelfde huis. Peter woont in het bovenste deel van het huis en Sophie woont in het onderste. Andere gesprekken zijn die tussen Sophie en haar vrienden en die met haar familie. Sophie vraagt regelmatig aan haar vrienden wat ze kan doen, voor wanneer ze haar droomman Teun (Daniël Boissevain) tegenkomt in de Webdating Carrousel. Verder heeft ze nog een beste vriend die Christo heet (Dennis Overeem).

## Rolverdeling
- Sophie:  Jennifer Hoffman
- Teun:    Daniël Boissevain
- Peter:   Pim Veth
- Christo: Dennis Overeem
- Bea:     Katrien van Beurden
- Loes:    Cecile Heuer
- Yvonne:  Natasja Loturco
- Manuel:  Ruben Dingemans
- Katja:   Katarina Justic
- Rob:     Loek Peters
- Michael: Raymi Sambo
- Els:     Fransje Boelen
- Teuntje: Martijn Crins
- Max:     Rick Paul van Mulligen
- Gerrit:  Kees Hulst
- Geurtje: Mirjam Stolwijk
- Hermien: Chiara Tissen
- Paul:    Johnny Kraaijkamp
- Pieter:  Vincent Lodder
- Babyboy: Rob Raaijmakers
- Mylene:  Miryanna van Reeden
- Agaath:  Anke van 't Hof
- Jos:     Allard Westenbrink
- Misja:   Manuel Broekman

## Kijkcijfers
Begon om 21:25 tot 22:00 uur
- aflevering  1 - 18 november 2013  - 393.000 kijkcijfers
- aflevering  2 - 25 november 2013  - 269.000 kijkcijfers
- aflevering  3 - 2 december 2013   - 185.000 kijkcijfers
- aflevering  4 - 9 december 2013   - 180.000 kijkcijfers
- aflevering  5 - 16 december 2013  - 177.000 kijkcijfers
- aflevering  6 - 23 december 2013  - 132.000 kijkcijfers
- aflevering  7 - 30 december 2013  - 118.000 kijkcijfers

In verband tegenvallende kijkcijfers begon het om 23:15 tot 23.50 uur
- aflevering  8 - 6 januari 2014    - 67.000 kijkcijfers
- aflevering  9 - 13 januari 2014   - 100.000 kijkcijfers
- aflevering 10 - 20 januari 2014   - 63.000 kijkcijfers
- aflevering 11 - 27 januari 2014   - 69.000 kijkcijfers